# Alfred Jaryan
Alfred Kemah Jaryan (sinh ngày 24 tháng 9 năm 1988) là một cầu thủ bóng đá Liberia hiện tại thi đấu cho câu lạc bộ Ấn Độ Aizawl F.C. tại I-League và Đội tuyển bóng đá quốc gia Liberia.

## Sự nghiệp

### Mumbai F.C.
Alfred ghi một bàn thắng trong chiến thắng 2–1 trước Shillong Lajong ở I-League 2013–14. Anh ghi bàn thắng gỡ hòa trước Dempo vào phút 88 để giúp đội bóng giành 1 điểm.

### Aizawl F.C.
Alfred ký hợp đồng với đội bóng mới lên hạng Aizawl thi đấu Hero I-League 2016. Anh ghi bàn trong trận đấu thứ ba trước DSK Shivaijans trên sân nhà.

## Sự nghiệp quốc tế
Với thành công ở I-league cùng với Aizawl FC, Jaryan được triệu tập vào đội tuyển quốc gia thi đấu với Zimbabwe.

## Danh hiệu

### Câu lạc bộ
Aizawl FC
- I-League(1): 2016-17